# Ngedert
Ngedert (auch: Ngadert) ist eine Insel im Inselstaat Palau im Pazifischen Ozean.

## Geographie
Die Insel im Gebiet von Airai bildet zusammen mit den Inseln Garreru, Ngeream und Omelochel die nordöstliche Begrenzung im Südabschnitt des Kanals Toachel Mid zwischen Babeldaob und Koror. Nur schmale Kanäle trennen die Inseln jeweils voneinander. Die Küstenlinie ist durch Mangrovenbestand und die zerklüftete Struktur der ehemaligen Riffkrone geprägt. Die Insel ist dicht bewaldet und unbewohnt.